# Marcello Baschenis
Marcello Baschenis (Genova, 1829 – Genova, 5 dicembre 1888) è stato un pittore italiano, esponente della scuola genovese del XIX secolo.

## Biografia
A lungo allievo dell'Accademia ligustica di belle arti, fu da essa più volte premiato fra il 1864 e il 1866, in particolare in occasione delle specializzazioni sul nudo artistico con Giuseppe Isola, del quale fu allievo. Dal 1850 iniziò ad affermarsi alle esposizioni della Società promotrice di belle arti, esordendo ventunenne con un disegno di San Giovanni Battista. Seguitò poi a partecipare costantemente alle esposizioni dal 1851 al 1856 e dal 1863 al 1878. Fra le opere presentate: La pastorella e La vedova sfortunata nel 1951, Belisario e Ritratto d'uomo nel 1852, La malinconia, Partenza e Famiglia savoiarda nel 1854.
Fino alla fine degli anni '70 dell'Ottocento espose costantemente nel capoluogo ligure, concentrandosi in particolare nella pittura paesaggistica e nella pittura ritrattistica, con scene popolari, naturali e religiose, e con numerose opere di genere. Di questa vasta produzione sono giunte a oggi non molte opere, fra queste: La preghiera dei promessi sposi (1871, conservata presso la Galleria d'arte moderna di Genova e già esposta nel 1871), raffigurante due giovani donne che interpretano l'opera lirica di Petrella e Ghislanzoni, e L'arrotino ambulante (1875, conservata presso la Quadreria dell'Amministrazione Provinciale).
Legato al romanticismo con aperture al verismo, nella seconda parte della sua carriera fu autore di varie opere ecclesiastiche e di ex voto, alcuni dei quali custoditi oggi presso il Santuario di Nostra Signora della Guardia, il Santuario della Madonna del Monte e il Santuario di Nostra Signora della Vittoria. Presso la Chiesa Sant'Andrea di Foggia a Rapallo è presente una pala d'altare del 1876 raffigurante San Giorgio e San Contardo d'Este in adorazione della Madonna del Rosario. Nel Santuario di Nostra Signora Incoronata, inoltre, è esposta una coppia di tele del 1875 dedicata alla leggenda popolare di Pacciûgo e Pacciûga. Altre opere sono esposte a Santa Margherita Ligure, Bogliasco e Pieve di Teco.
Morì a Genova il 5 dicembre 1888, all'età di cinquantanove anni.
Nel maggio 1926, nell'ambito della 75ª esposizione della Società per le Belle Arti, fu tra gli autori inseriti nella mostra di pittura ligure dell'Ottocento a cura di Mario Labò. Nel 1938, in occasione delle celebrazioni sui Grandi Liguri, fu tra gli autori esposti nella mostra sulle personalità che determinarono la fisionomia pittorica ligure durante il XIX secolo, tenuta a Palazzo Rosso con la supervisione di Orlando Grosso. È inoltre fra i pittori citati nel dizionario di Agostino Mario Comanducci.

## Galleria d'immagini

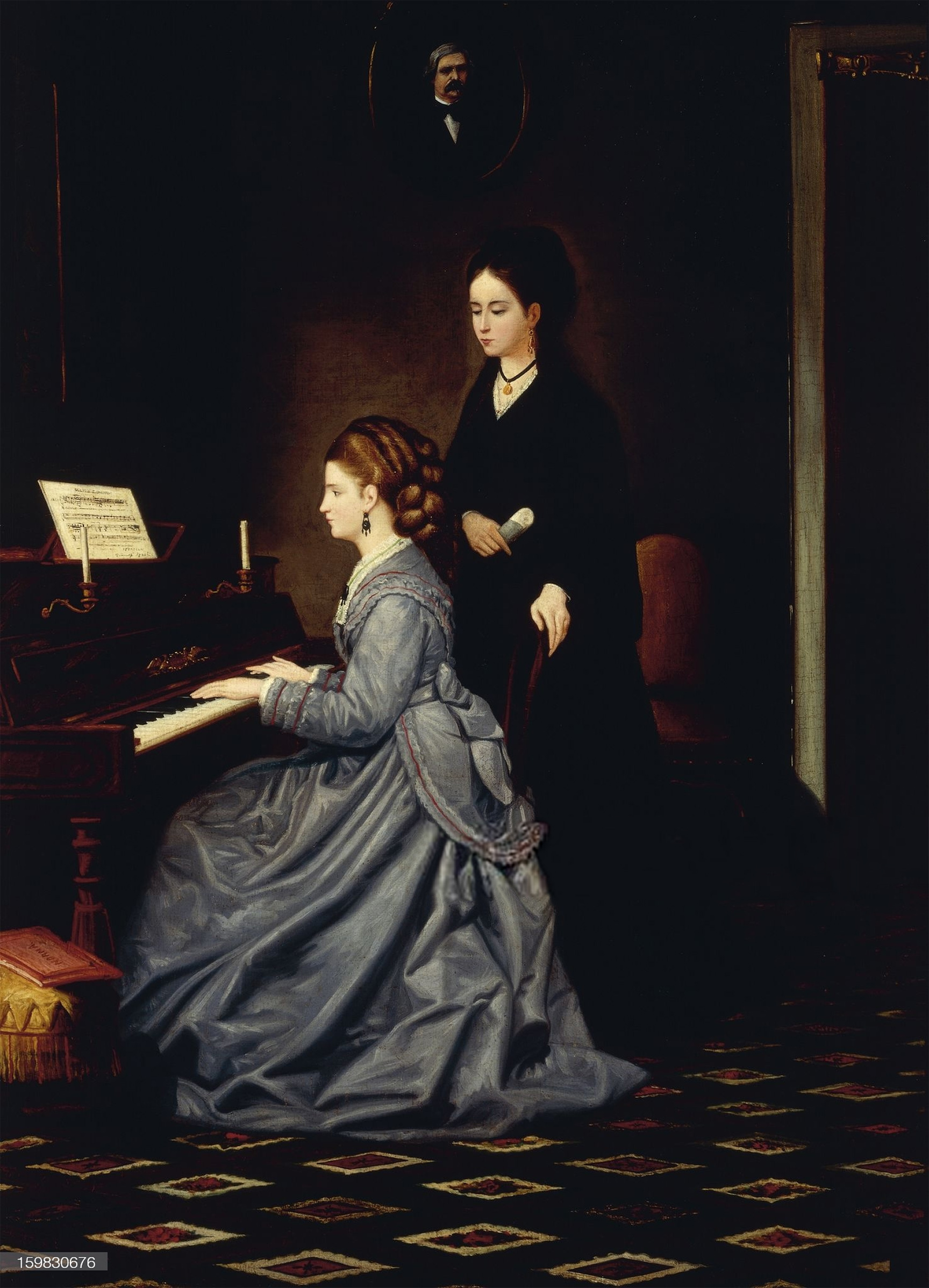
La preghiera dei promessi sposi, opera del 1871 esposta alla Galleria d'arte moderna di Genova
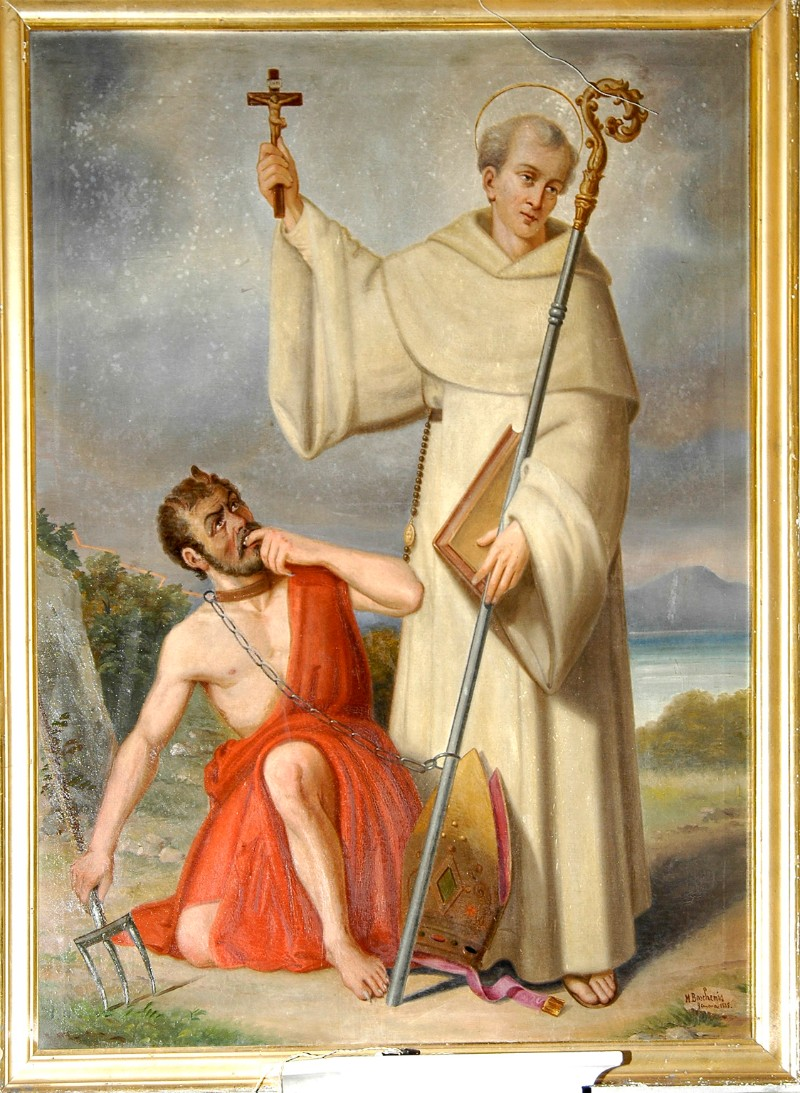
San Bernardo con un Satana ai suoi piedi, 1885
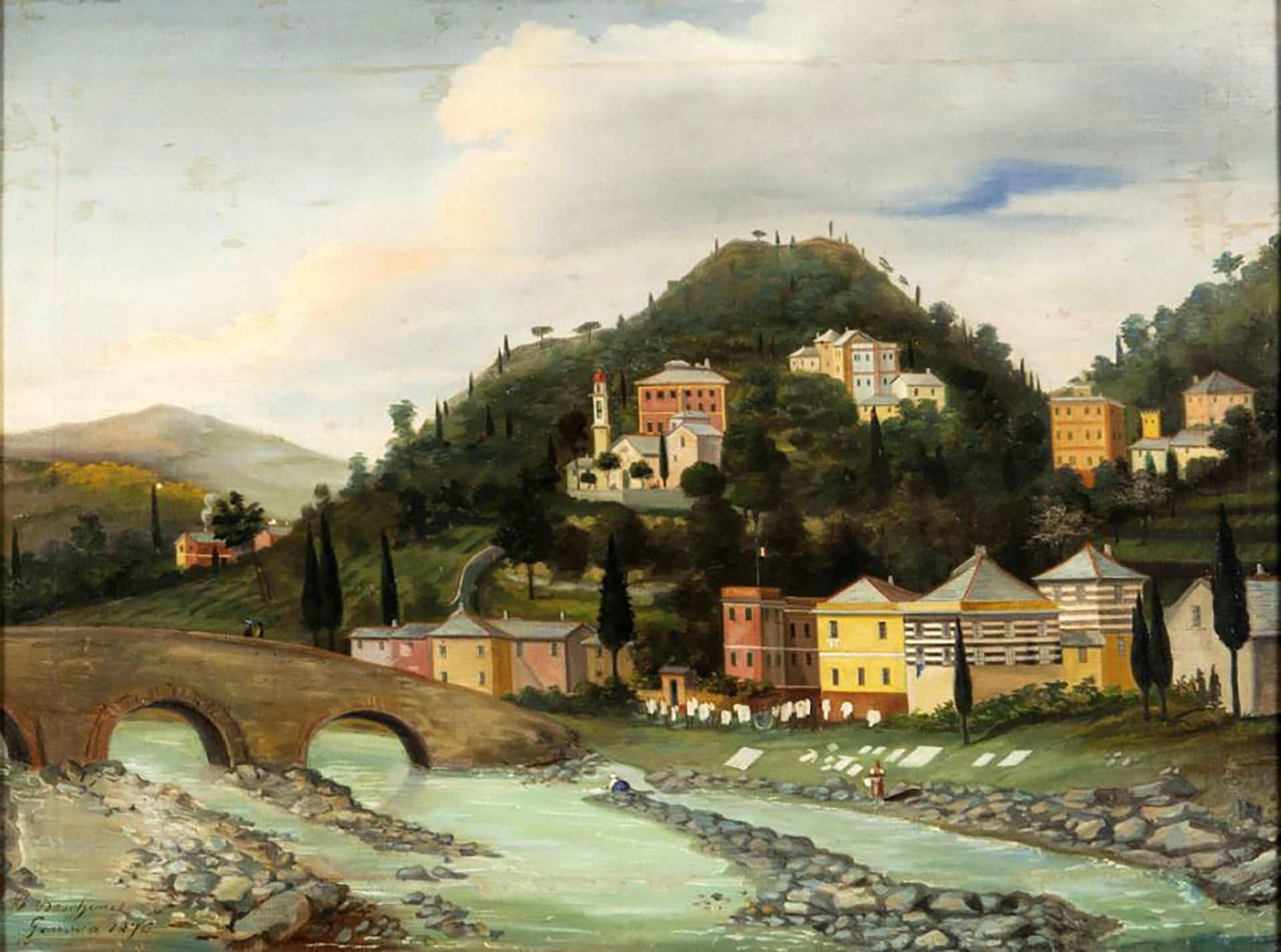
Lo storico Ponte Carrega di Genova, 1870
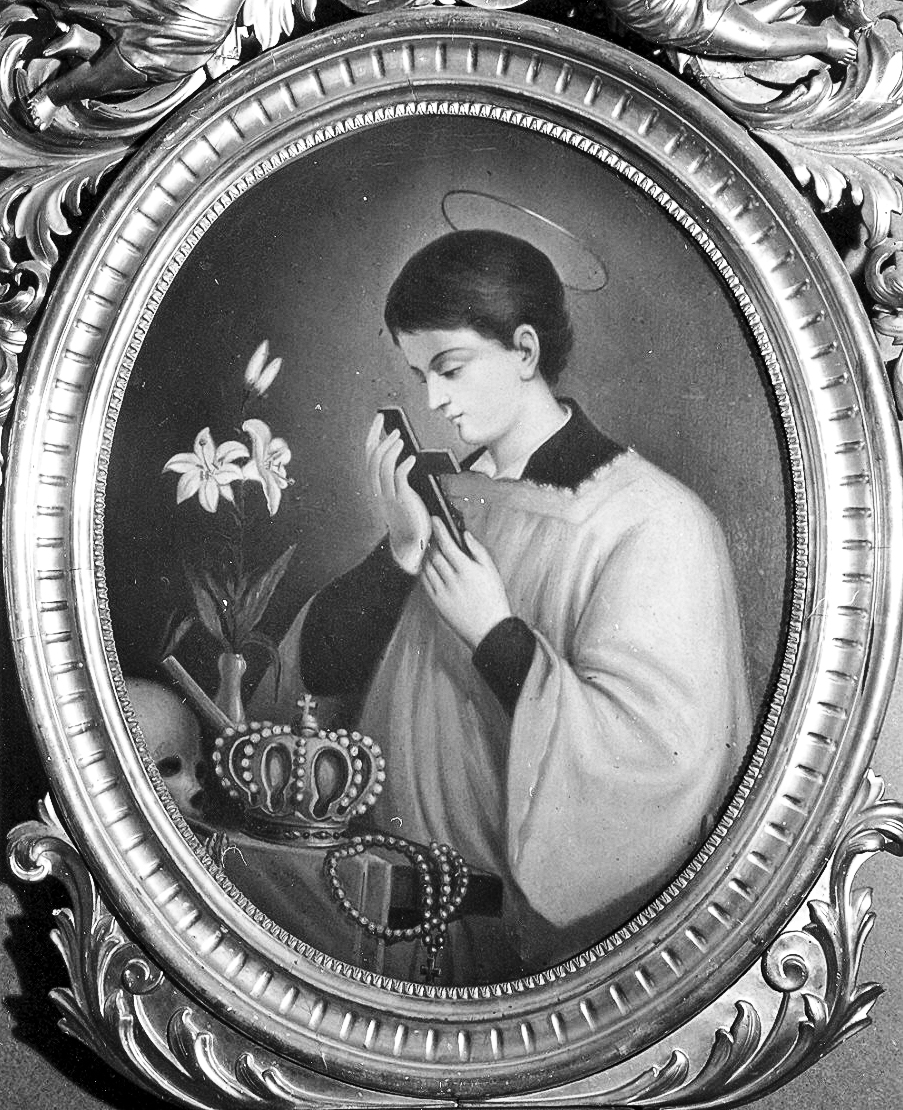
Olio su tela con un San Luigi Gonzaga in stile stile romantico fra gli elementi iconografici canonici
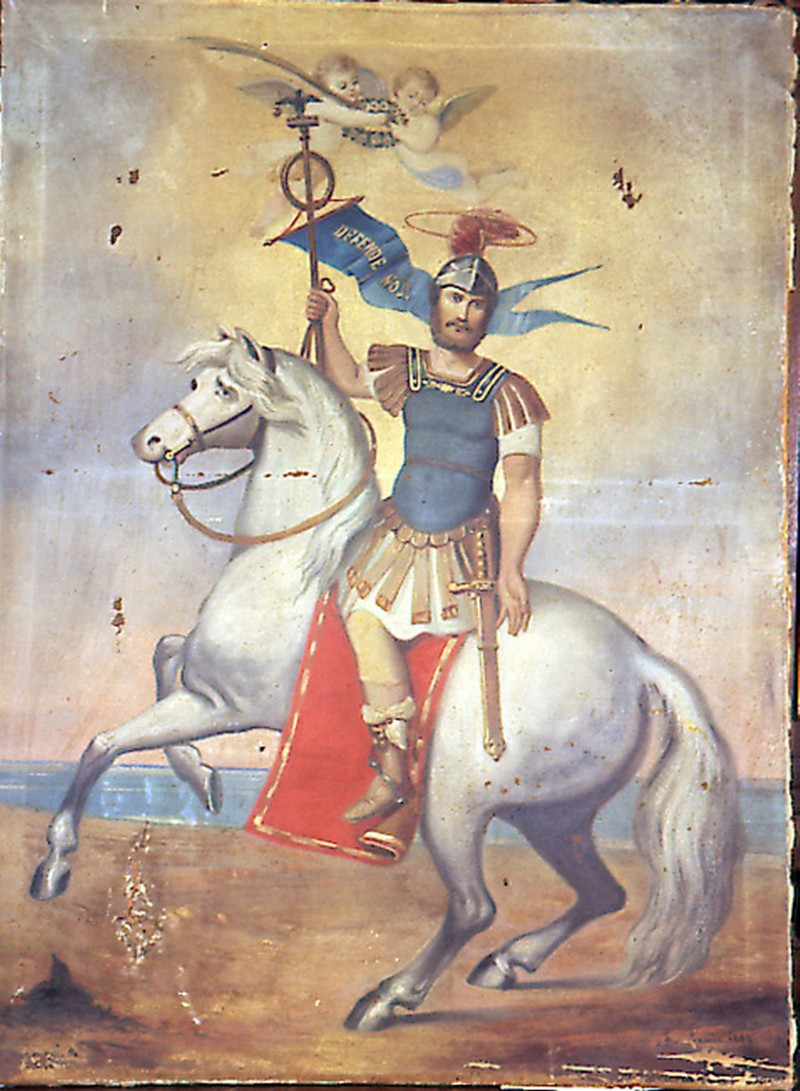
San Defendente a cavallo, 1884
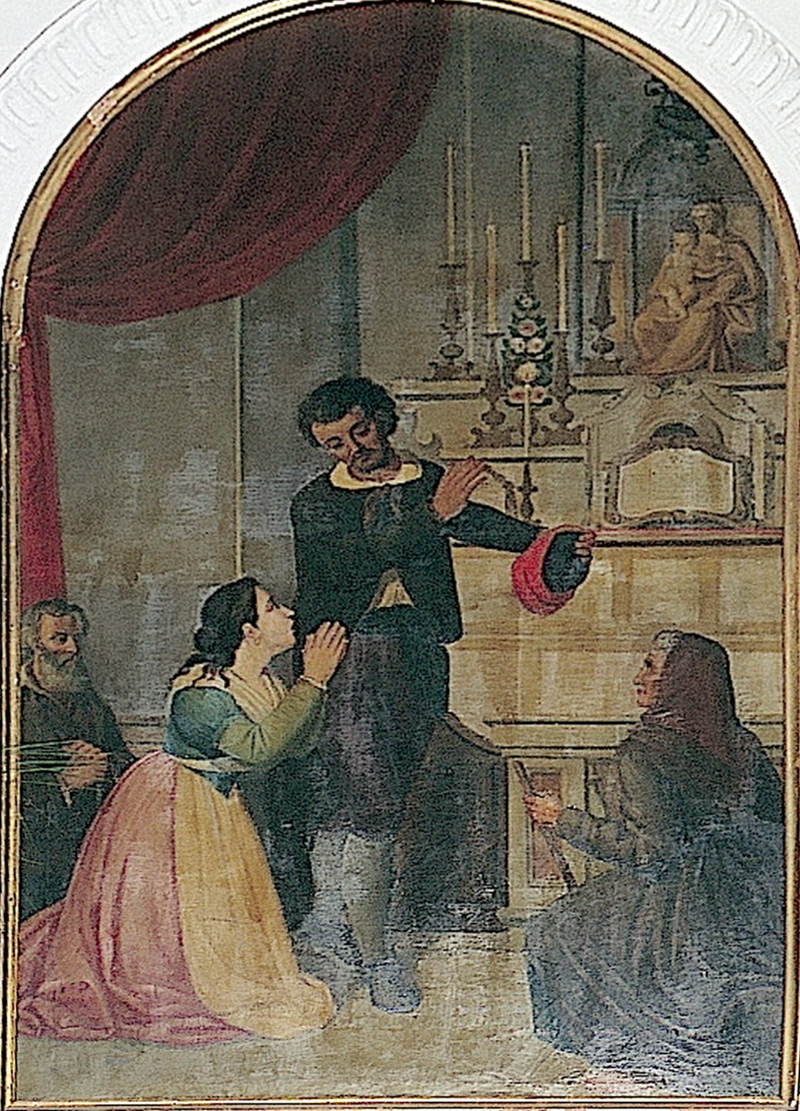
Pacciûgo e Pacciûga in uno dei due dipinti del 1875 esposti presso il Santuario di Nostra Signora Incoronata
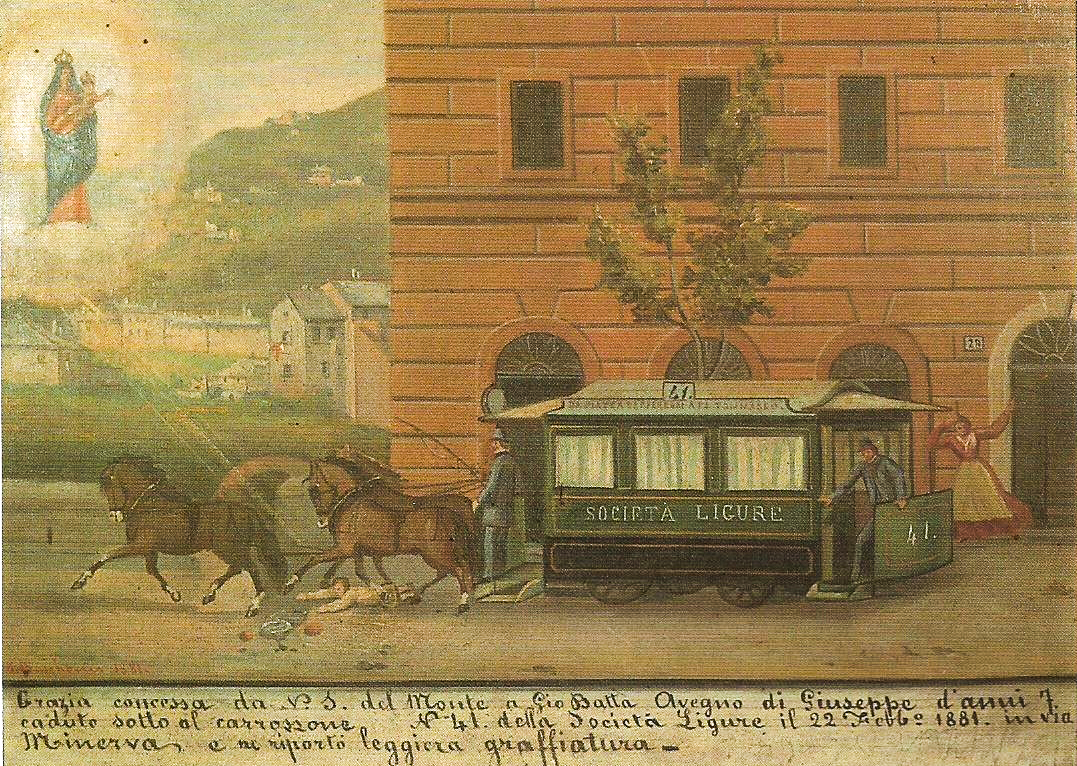
Un dipinto ex voto del 1881 raffigurante una grazia ricevuta in via Minerva, a Genova
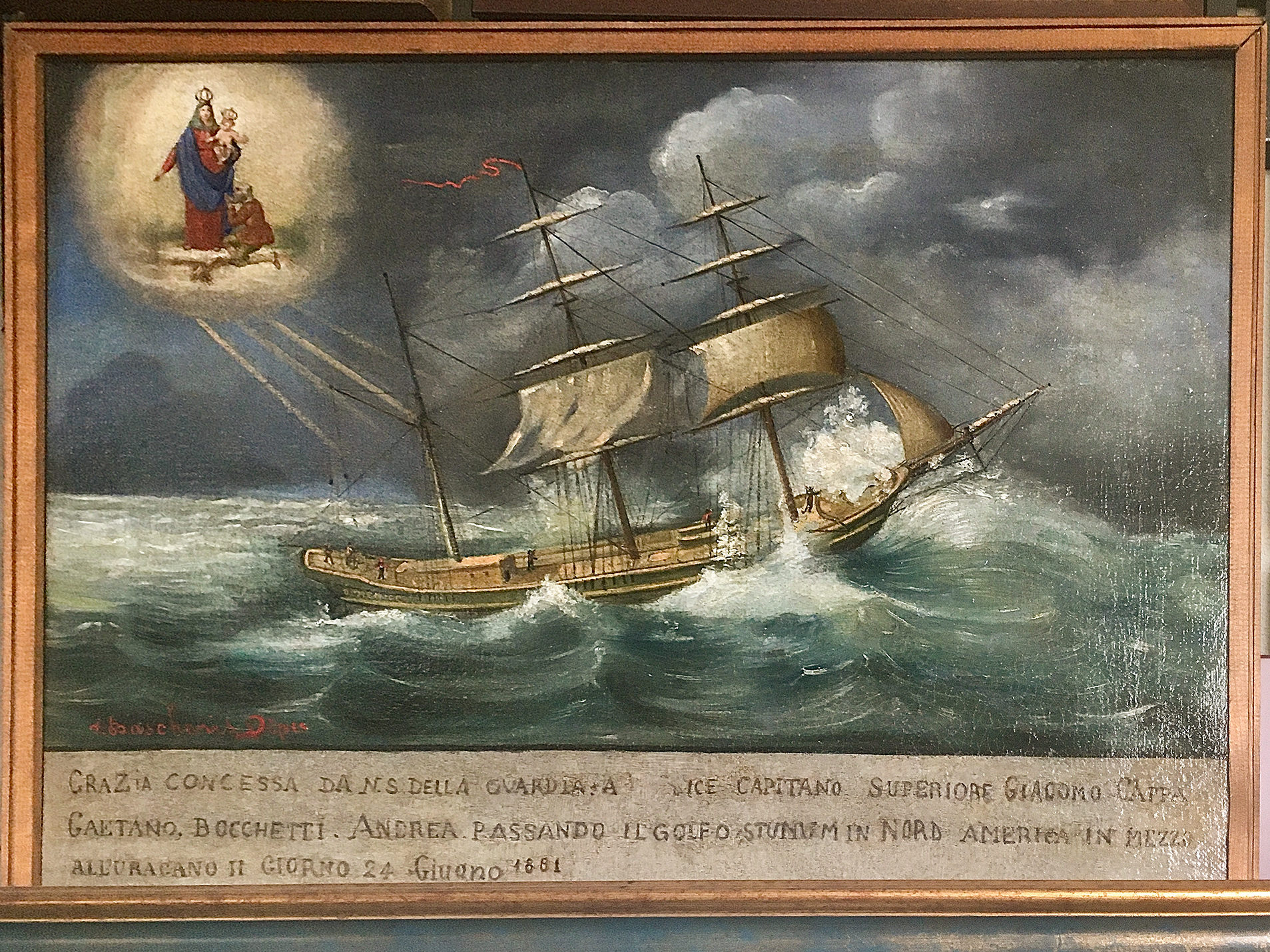
Un dipinto ex voto del 1881 raffigurante una tempesta nel Nord America